# Зографу
Зографу (грч. Ζωγράφου Zografou) насеље је у Грчкој и једно од великих предграђа главног града Атине. Зографу припада округу Средишња Атина у оквиру периферије Атика.

## Положај
Зографу се налази јужно од управних граница Атине. Удаљеност између средишта ова два насеља је свега 5 км.

## Становништво
У последња три пописа кретање становништва Зографуа било је следеће:
Кретање броја становника у општини по пописима:
| 1981.  | 1991.  | 2001.  | 2011.  |
| ------ | ------ | ------ | ------ |
| 84.548 | 80.492 | 76.115 | 71.026 |